# Lac Télé
Lac Télé är en sjö i Kongo-Brazzaville. Den ligger i departementet Likouala, i den nordöstra delen av landet, 700 km norr om huvudstaden Brazzaville. Arean är 23,0 kvadratkilometer. Den sträcker sig 6,2 kilometer i nord-sydlig riktning, och 5,0 kilometer i öst-västlig riktning. Sjön utgör tillsammans med omgivningarna reservatet réserve communautaire du lac Télé samt med floden Likouala-aux-Herbes ett Ramsarområde.